# 大韓民国憲法第1条
大韓民国憲法 第1条（だいかんみんこくけんぽう だいいちじょう）は、大韓民国憲法の第1章「総綱」にある条文の一つ。大韓民国の国体（国制と主権者）を規定する。

## 解説
第一条は2つの項から成り、第1項では大韓民国の国制が「民主共和国」であることが、第2項では主権者が「国民」であること（国民主権）が明示されている。